# Kazuyoshi Akaba
Kazuyoshi Akaba (赤羽 一嘉, Akaba Kazuyoshi, né le 7 mai 1958) est un homme politique japonais, membre du parti Kōmeitō, élu à la Chambre des représentants du Japon.

## Biographie
Né à Shinjuku, il est diplômé de l'Université Keiō. Il a travaillé pour Mitsui and Co. avant d'entrer en politique. Il a été élu pour la première fois à la Chambre des représentants en 1993.
Au cours de sa carrière, Akaba a été vice-ministre de l’économie, du commerce et de l'industrie et vice-ministre des finances.
Il a été nommé ministre du Territoire, des Infrastructures, des Transports et du Tourisme le 11 septembre 2019. Il garde son portefeuille lors de la formation du gouvernement Suga en septembre 2020.
Il est responsable de la campagne « Go To Travel » destinée à aider le secteur du tourisme durement affecté par l’épidémie de Covid-19.